# Agroekosistem
Agroekosistem je osnovna enota za študije agroekologije. Ta je nekoliko arbitrarno opredeljena kot prostorska in funkcionalna enota kmetijske dejavnosti in vključuje življenjske in neživljenjske komponente, kot pa tudi medsebojne vplive. 
Agroekosistem je mogoče gledati kot podskupino konvencionalnih ekosistemov. Kot ime samo pove, v središču ležijo človeške dejavnosti kmetijstva, vendar ni omejena na neposredno mesto kjer se izvaja kmetijska dejavnost (npr. na kmetiji), temveč vključuje tudi regije, ki vplivajo na to dejavnost, po navadi zaradi sprememb zahtevnosti vrst asociacije in energetskih tokov, kot tudi zaradi ravnovesja hranilnih snovi. Značilno za agroekosistem je, da ima enostavnejšo sestavo in preprostejše energijske in prehranske tokove kot »naravni« ekosistem. Prav tako je agroekosistem pogosto povezan s povišanim vnosom hranil, ki v veliki meri kmetije vodijo k evtrofikaciji povezanih ekosistemov, ki se s kmetijstvom ne ukvarjajo neposredno.
Eden od glavnih prizadevanj agroekologije je, da zabrišejo razliko med agroekosistemom in »naravnim« ekosistemom. Vpliv kmetijstva bi bil tako manjši (povečanje biološke in prehranjevalne zapletenosti kmetijskega sistema, kot pa tudi zmanjšuje vnosov hranil) in sicer z večjim zavedanjem, da je treba učinke agroekosistema razširiti prek meja kmetije.